# Caythorpe
Caythorpe is een civil parish in het bestuurlijke gebied South Kesteven, in het Engelse graafschap Lincolnshire met 1374 inwoners.